# Games on Your Phone
Games on Your Phone è un singolo del rapper statunitense 24kGoldn pubblicato il 12 settembre 2019.

## Video musicale
Il videoclip del brano è stato pubblicato sul canale ufficiale del rapper.

## Tracce
1. Games on Yout Phone – 2:31